# Passiflora xiikzodz
Passiflora xiikzodz J.M. MacDougal – gatunek rośliny z rodziny męczennicowatych (Passifloraceae Juss. ex Kunth in Humb.). Występuje endemicznie w Meksyku w stanie Campeche, a według niektórych źródeł także w Gwatemali i Belize.

## Morfologia
PokrójZdrewniałe, trwałe, owłosione liany.
LiściePodwójnie lub potrójnie klapowane. Mają 1,5–7,5 cm długości oraz 3,5–19 cm szerokości. Całobrzegie, z ostrym wierzchołkiem. Ogonek liściowy jest owłosiony i ma długość 10–30 mm. Przylistki są lancetowate o długości 3–7 mm.
KwiatyPojedyncze lub zebrane w pary. Działki kielicha są podłużnie lancetowate, żółtawozielone, mają 0,8-1,5 cm długości. Są pozbawione płatków.
OwoceMają jajowaty kształt, 2–3 cm długości i 1,5–2 cm średnicy.

## Biologia i ekologia
Passiflora xiikzodz występuje na wysokości 100–300 m n.p.m.

## Zastosowanie
Kultywar Passiflora 'Manta', który jest hybrydą Passiflora xiikzodz z Passiflora coriacea ma zastosowanie komercyjne jako roślina ozdobna.